# Spilosoma unicolor
Spilosoma unicolor là một loài bướm đêm thuộc phân họ Arctiinae, họ Erebidae.